# ザイヤーン朝

ザイヤーン朝

ザイヤーン朝の領域

ザイヤーン朝（アラビア語 : الزيانيون al-Zayyānīyūn ;  بنو زيان Banū Zayyān）は、アルジェリアのトレムセンを中心にマグリブ地方の中部を支配したベルベル人のイスラム王朝（1236年 - 1550年）。アブドゥルワード（アブド・アル・ワード）朝ともいう。

## 歴史

### 建国
ザイヤーン朝はベルベル系遊牧民ザナータ族のザイヤーン家を母体とする。ザイヤーン家はザナータ族内では傍流の位置にあり、その力は微弱であった。12世紀前半、マラケシュを首都としてムワッヒド朝（（1130年 - 1269年）が建国されると、ザイヤーン家は従属を誓ってオラン地方に領地を与えられていたが、トレムセン総督を務めていたヤグムラーサン・イブン・ザイヤーン（アブー＝ヤフヤー）の時代の1236年、ムワッヒド朝の衰退に乗じてスルターンを自称して独立、アトラス山脈中の盆地に所在する交通の要衝トレムセンを都として現在のアルジェリア北西部を支配する王朝を開いた。
トレムセンは、地中海とサハラ砂漠、アルジェリアとモロッコを結ぶ要地に位置し、古くから交易のさかんな地であったが、建国初期の1242年、イフリーキヤ（現チュニジア）のベルベル人王朝ハフス朝（1229年 - 1574年）の建国者アブー・ザカリーヤー1世によってトレムセンを占領された。このとき、ザイヤーン朝はいくつかの条件を呑むことによってトレムセンが返還されている。また、ヤグムラーサンは在位中2度にわたってモロッコ南東部のシジルマサを攻撃、1257年の攻撃には失敗したが、1264年には制圧に成功し、モロッコに本拠を置くベルベル人の国家マリーン朝（1196年 - 1465年）に占領されるまでの間、王朝はトレムセンとシジルマサというサハラ交易の中心地を2つ有することとなった。

### 強国の干渉とアブー・ハンムー2世の治世

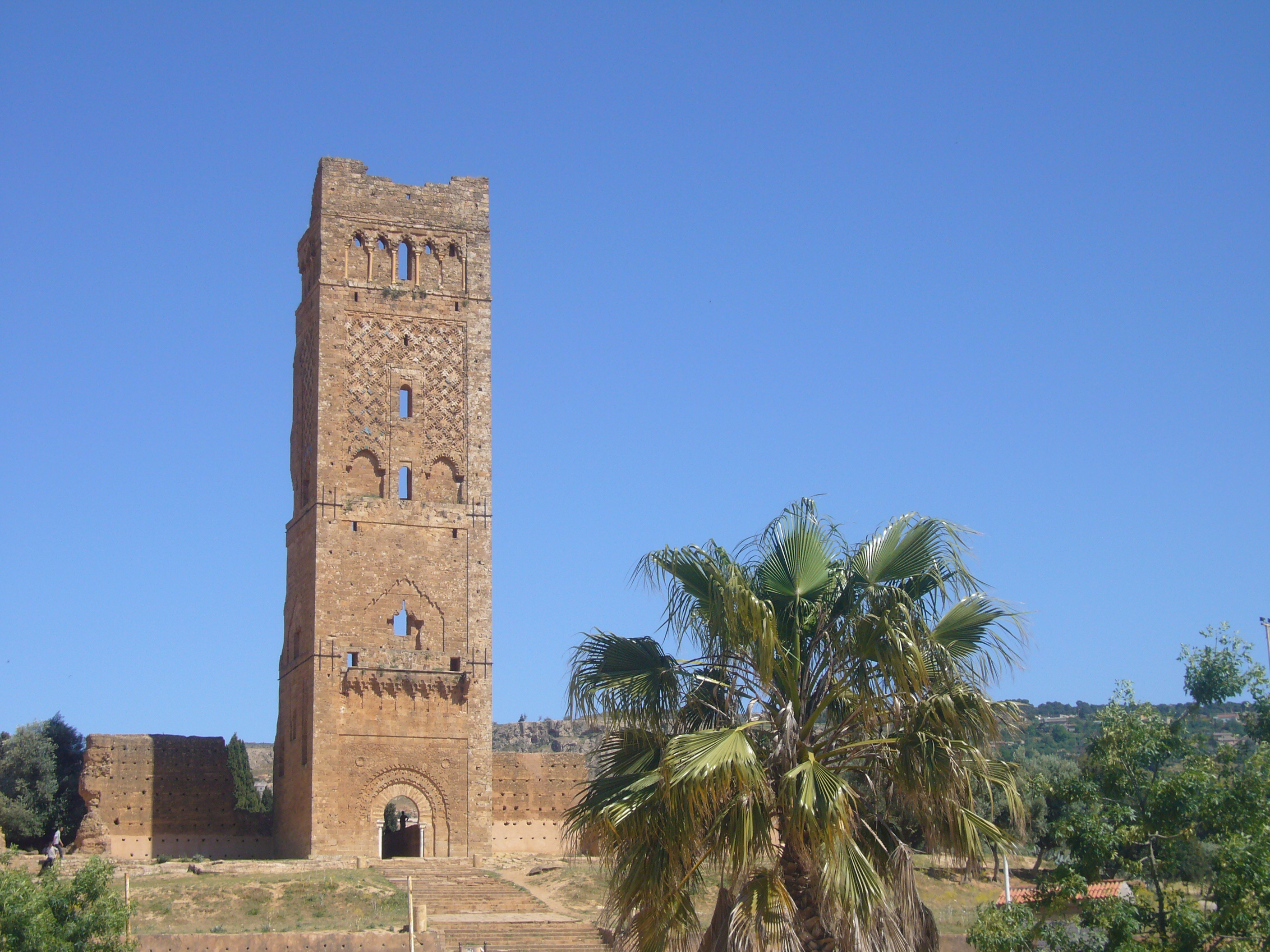
マンスーラの遺跡

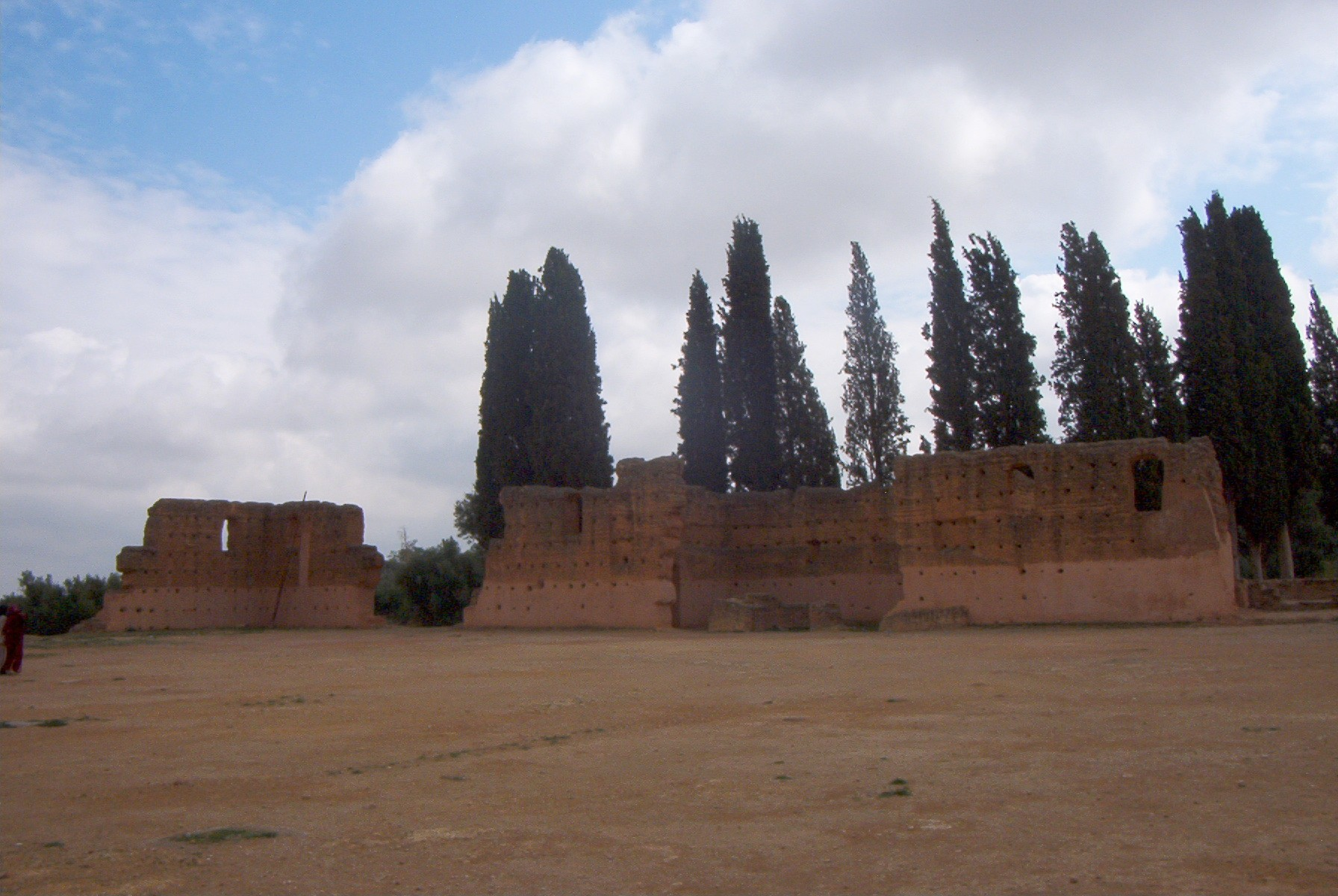
マンスーラの城壁

1299年と1307年の2度にわたって、トレムセンはマリーン朝の包囲を受ける。包囲の指揮を執ったマリーン朝のスルターン、アブー・ヤアクーブ・ユースフはトレムセンの南西4kmの地点にアル・マンスーラ（「新しいトレムセン」を意味するティリィムサーン・アル・ジャディードの名でも呼ばれる）という町を建設した。包囲によって食糧が不足したトレムセンの市民は猫、ネズミ、人間の死肉を食べなければならなかったのに対し、マンスーラには各地から商人が訪れ、物資が溢れかえっていた。ヤアクーブ・ユースフの包囲が解けた後、トレムセンの住民が真っ先に行ったのはマンスーラの破壊だった。
14世紀初頭、マリーン朝が内争で停滞している間にザイヤーン朝は政治的独立と経済力を回復し、弱体化したハフス朝の国政に干渉した。しかし、ハフス朝への干渉は、マリーン朝のスルターンでハフス朝スルターンアブー・バクル1世アル・シャーヒドの女婿にあたるアブル・ハサンに「義父が治める国を助ける」という大義名分を与えることになった。
1335年、マリーン朝軍が領内に侵入、1337年にトレムセンはマリーン朝に占領され、かつて破壊したマンスーラもアブル・ハサンによって再建された。アラブ遊牧民（ベドウィン）の反乱によってアルジェリアを去ったアブル・ハサンが息子アブー・イナーン・ファーリスとの戦いに敗れた後、1348年に一度独立を回復するが、1352年にアブー・イナーンに再征服され、マリーン朝の支配は1359年まで続いた。
14世紀後半のアブー・ハンムー2世（1359年 - 1389年,en:Abu Hammu II）の治世にトレムセンは繁栄を取り戻すが、マリーン朝からの2度にわたる再攻撃、絶えないアラブ遊牧民の反乱で王朝は不安定な状態にあった。アブー・ハンムー2世は隣国ハフス朝の王子アブル・アッバースとアブー・アブドッラーの王位争いに介入、同盟者となったアブドッラーの娘と結婚した。アブドッラーが王位争いに敗れて殺害された後は義父の復讐を掲げてビジャーヤを攻撃するが、失敗に終わった。アブー・ハンムー2世の在位当時、歴史家イブン・ハルドゥーンはトレムセンに滞在して宮廷と遊牧民の仲介を担当しており、この時に得た政治と外交の経験が後に著す『歴史序説』のヒントになったとする意見もある。

### 衰退と滅亡
アブー・ハンムー2世が子のタシュフィーン2世によって廃位された後、王朝は衰退期に入る。マリーン朝、ハフス朝、およびキリスト教を奉じるイベリア半島のアラゴン王国の影響下に置かれ、15世紀にはアラゴンの保護国ともいえる状態になっていた。また、15世紀後半にはイベリア半島におけるレコンキスタの進展から非常に多くのムスリム（イスラム教徒）やユダヤ教徒が流入し、不安定要素を増していった。
1492年のグラナダ陥落後は地中海を渡って来寇するスペイン王国の影響力が増大し、1509年、ついにオランを占領したスペインの軍門に降ってその属国となった。1517年にバルバロス・オルチ（ウルージ・バルバロッサ）が率いるバルバリア海賊の支配下に置かれ（en:Fall of Tlemcen (1517)参照）、さらにはモロッコを統治する新興のサアド朝が次々に侵入して、16世紀の前半にはめまぐるしく支配者が交代した。
1550年にアルジェを属国化したオスマン帝国の軍がサアド朝を放逐してトレムセンを占領、トレムセンはオスマン帝国のアルジェ州に併合され、ザイヤーン朝は滅亡した。

## 外交
ザイヤーン朝は農業に不適なテル地方に位置し、少数の定住民と多数の遊牧民で構成されていたが、この社会構造がアルジェリア西部全体の社会とザイヤーン朝の宮廷双方に起きた内部抗争の原因となった。さらに東はアルジェリア北東部を支配するイフリーキヤのハフス朝、西はフェスを中心として現在のモロッコ）を支配するマリーン朝という二大勢力に挟まれ、南からのアラブ遊牧民の来寇に脅かされるといった、内部と外部の両方に困難を抱えていた。建国直後からたびたびハフス朝、マリーン朝、アラゴン王国の支配を受け、中でも1299年のアブー・ヤアクーブ・ユースフのトレムセン包囲に始まるマリーン朝の攻撃は14世紀末までザイヤーン朝を悩ませた。マリーン朝がザイヤーン朝に強い執着を示したことについて、神秘主義（スーフィズム）の聖者（スーフィー）アブー・マドヤン（1197年没）の遺体が葬られている廟を支配下に置く宗教的理由、交易の拠点を獲得するための経済的理由が研究者によって指摘されている。
エジプトのマムルーク朝に対しては、マリーン朝との対立の最中に同盟の使者を送るが締結には至らず、やがて両国の関係は迂遠になった。1305年にマムルーク朝のスルターン・ナースィル・ムハンマドがフェスに派遣した使節団がザイヤーン朝の領土を通行する許可を得ていたにもかかわらずベドウィンに襲撃される事件が起き、マムルーク朝から抗議を受けた。15世紀に入ってアブド・アッラフマーン1世はマムルーク朝との修好を望むが、関係は改善されなかった。マムルーク朝と友好的な関係が築かれなかった理由として、アブド・アッラフマーン1世はマムルーク朝に宛てた書簡において「マムルーク朝がマリーン朝に対して偏った友愛の意思を示していた」という見解を記した。
また、王朝が弱体化するたびに侵入するアラブ遊牧民によって南部に広がる牧草地が失われ、周辺地域の離反が起こった。ザイヤーン朝を脅かしていたアラブ遊牧民の部族で有名なものに、12世紀からムワッヒド朝と同盟を結んでアルジェリア東部に進出したズグバ族がいる。彼らはザイヤーン朝とも同盟関係にあり、王朝の支配力は彼らに及ばず。14世紀末にズグバ族がアルジェリア内の全てのベルベル人に対して優位に立っていたとイブン・ハルドゥーンは記した。ザイヤーン朝統治下の西アルジェリアでは、建国初期は主にベルベル語が話されており、建国者のヤグムラーサンはベルベル語しか話せなかったが、時代が経つにつれて王朝で用いられる言語に変化が起きる。I.フルベクはアラブ遊牧民の侵入に伴ってザナータ族のアラブ化が進み、アルジェリア西部のベルベル人居住区はベルベル人としてのアイデンティティを失ったと考察し、日本のマグリブ史研究者である私市正年はズグバ族の支配下に置かれたベルベル人はアラビア語を話すようになり、ハフス朝の支配下に置かれたアルジェリア東部と同時にベルベル人のアラブ化が進行したと推測している。

## 経済
内外に不安要素を抱え続けた状況下で王朝が300年以上存続できたのは、サハラ交易の一大拠点として12世紀初頭から急速に発展したトレムセンを首都としていたためである。トレムセンは地中海に面するオランと内陸部のスーダンを結ぶ南北の交易ルート、フェスとイフリーキヤを結ぶ東西ルートの交点に位置し、マリ帝国への入り口であるシジルマサとも繋がっていた。また、ナスル朝（グラナダ王国）やアラゴン王国とは友好関係を保ってイベリア半島との間で交流が盛んに行われた。陸路によるサハラ交易、フナインとオランを拠点とする海上交易によって経済的には繁栄した。アブル・ハサンがトレムセンを占領した当時、王朝の国庫には300キンタール以上の金貨と、宝石細工などの財貨が蓄えられていた。
サハラ交易の利益を享受した集団として代表的なものが、トレムセンのマッカリー家である。元々この一族は学術の世界で活躍していたが、13世紀前半から半ばにかけてマッカリー家の5人の兄弟は、サハラ交易の拠点に住む家族間での情報の交換を活用した交易によって莫大な利益を得た。交易の手法は、トレムセンに住む者はサハラのイーワーラータン（ウアラタ）に住む者から送られてきた情報に従って必要な商品を送り、イーワーラータンからトレムセンには金、象牙などマリの産品が送られた。そしてシジルマサに住む家族がトレムセンとイーワーラータンに物価、商人の動向、土地の事件を文章で知らせるというものだった。マリ帝国がイーワーラータンに勢力を拡大するとマッカリー家の商業活動は打撃を受けるが、マリの皇帝から交易の認可を受け、より多くの財産を蓄えた。5人兄弟の死後、子孫は遺産を有効に活用できずに没落していき、またマリ帝国がサハラの北からの商人に対して厳しい統制を加えたことがマッカリー家の没落の一因だと私市は推測している。現代のトレムセンにも「貧しさの特効薬はスーダンである」という諺が残るが、交易には危険も潜んでいた。ザイヤーン朝が衰退期に入った15世紀末から16世紀初頭には交易路で略奪が問題化し、隊商を護衛する傭兵の雇用には収入の半分近くの経費がかかった。
港湾都市に住むヨーロッパの商人は国の領事が統括する商館（フンドゥク）で生活し、ジェノヴァ、アラゴン王国のバルセロナ、その他マルセイユ、ピサなどの商人が居住した。内陸にあるトレムセンにもフンドゥクが設けられ、カタルーニャの商人はここでサハラ交易の隊商と直接取引を行った。アンダルシア出身の学者レオ・アフリカヌスがトレムセンを訪れた16世紀初頭、町には多くの隊商宿が建ち並び、ジェノヴァ、ヴェネツィアの商人がこれらの施設を利用していた。ヨーロッパから輸入された織物はトレムセンの大モスク付近の倉庫で保管され、カイサーリーヤで売りに出された。
トレムセンで生産された商品には毛織物、敷物、陶器、馬具、刺繍を施した革製品があり、これらの特産品は職人たちによって作り出された。

## 社会

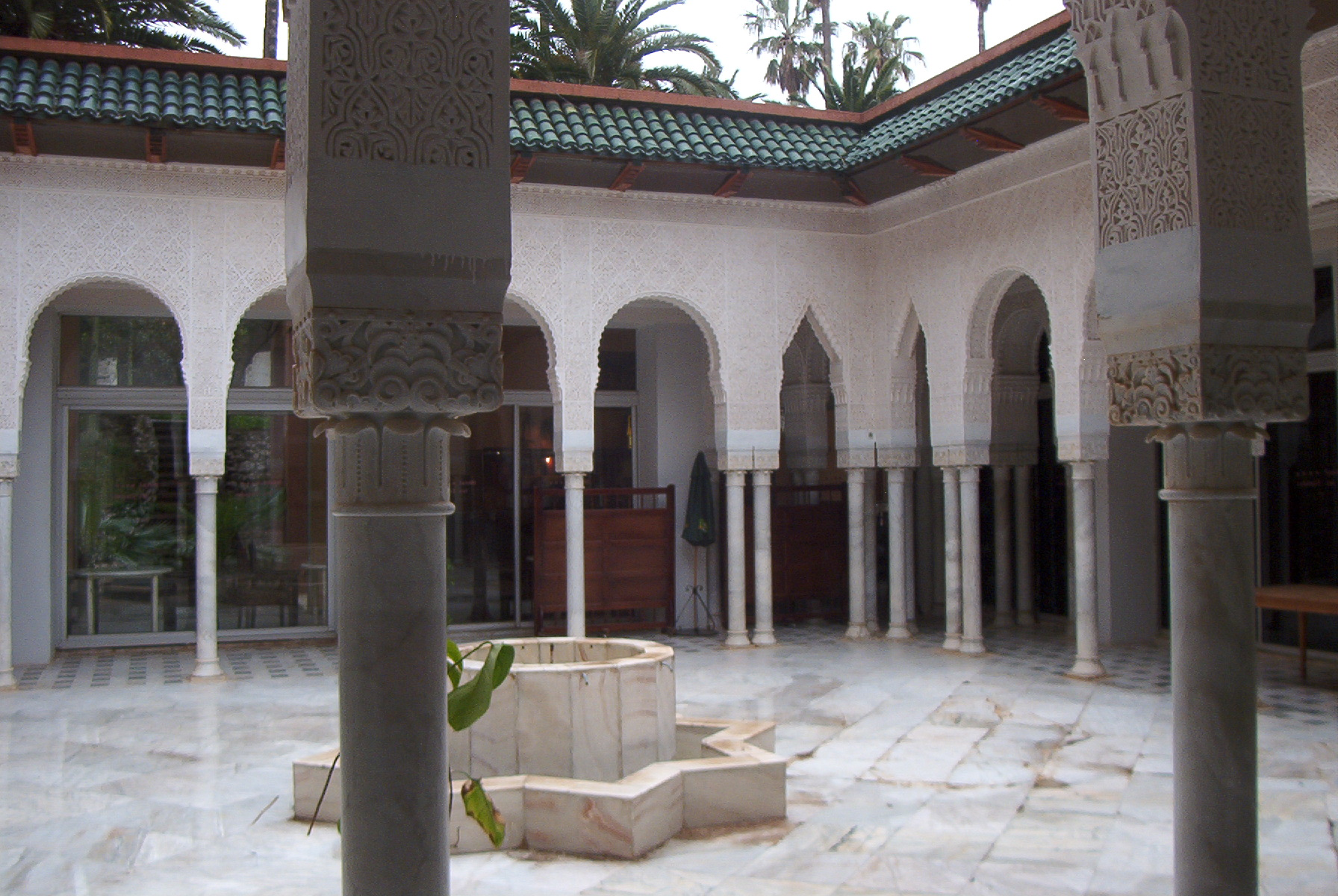
マシュワル宮殿

宰相（ワズィール）は当初王族の中から選ばれていたが、アブー・ハンムー1世（1308年 - 1318年）の治世よりコルドバの両替商を祖とする一族から選ばれるようになった。ザイヤーン朝においては官職の分掌は行われておらず、それは支配者層が遊牧民の特性を残しており、なおかつ政府の支配が領土全域に及んでいなかったとイブン・ハルドゥーンは説明している。国璽と会計を管理する王宮執事は法学者（ウラマー）から選出された。国王個人の家政を担当する人物は侍従（ハージブ）の称号を与えられ、ムワッヒド朝以来の習慣によって、彼らは宮廷においては簿記と公文書の作成も担当していた。ハージブ職に就いた代表的な人物として、アブー・タシュフィーン1世（1318年 - 1337年）時代のカタルーニャ出身の解放奴隷ヒラールが挙げられ、彼には行政の最高権限を与えられた。ハージブ職と関連のある人物にはイブン・ハルドゥーンがおり、彼はかつてアブー・ハンムー2世からハージブへの就任を持ちかけられたが、研究に専念するという理由で辞退した。
トレムセンの法官の待遇について、ハルドゥーンはフェスの法官と比べると生活水準は低いが、生活を営むのに必要な物資は十分調達できたと記した。
軍を構成したのはバヌー・ヒラール族であり、彼らには徴税権（イクター）が付与されていた。ムワッヒド朝に雇われていたトルコ人、クルド人、キリスト教徒も傭兵として雇われていたが、1254年以降キリスト教徒は雇われなくなった。

## 文化

### 学術、文学
ザイヤーン朝期アルジェリアの学術において特筆すべき点として、1375年3月から1378年11月までの間、ズグバ族の1支族が支配するイブン・サラーマ城に滞在したイブン・ハルドゥーンが『歴史序説』を執筆したことが挙げられる。ハルドゥーンはザイヤーン朝の学術と学者の質を評価しており、ハルドゥーンの師のそのまた師にあたる法学者イブン・アルイマームはトレムセンに居を構えた。ハルドゥーンが『歴史序説』の中でマグリブを代表する詩人として名を出したアリー・ブン・アルムアッズィンはトレムセンの出身である。王朝末期にイベリア半島から流入してきた難民は、アルジェリアにアンダルシア地方の文化を伝えた。特に詩と音楽の分野での影響は後世まで残り、時代を下って18世紀にトレムセンは民衆詩人イブン・ムサーイブを輩出した。

### 建築

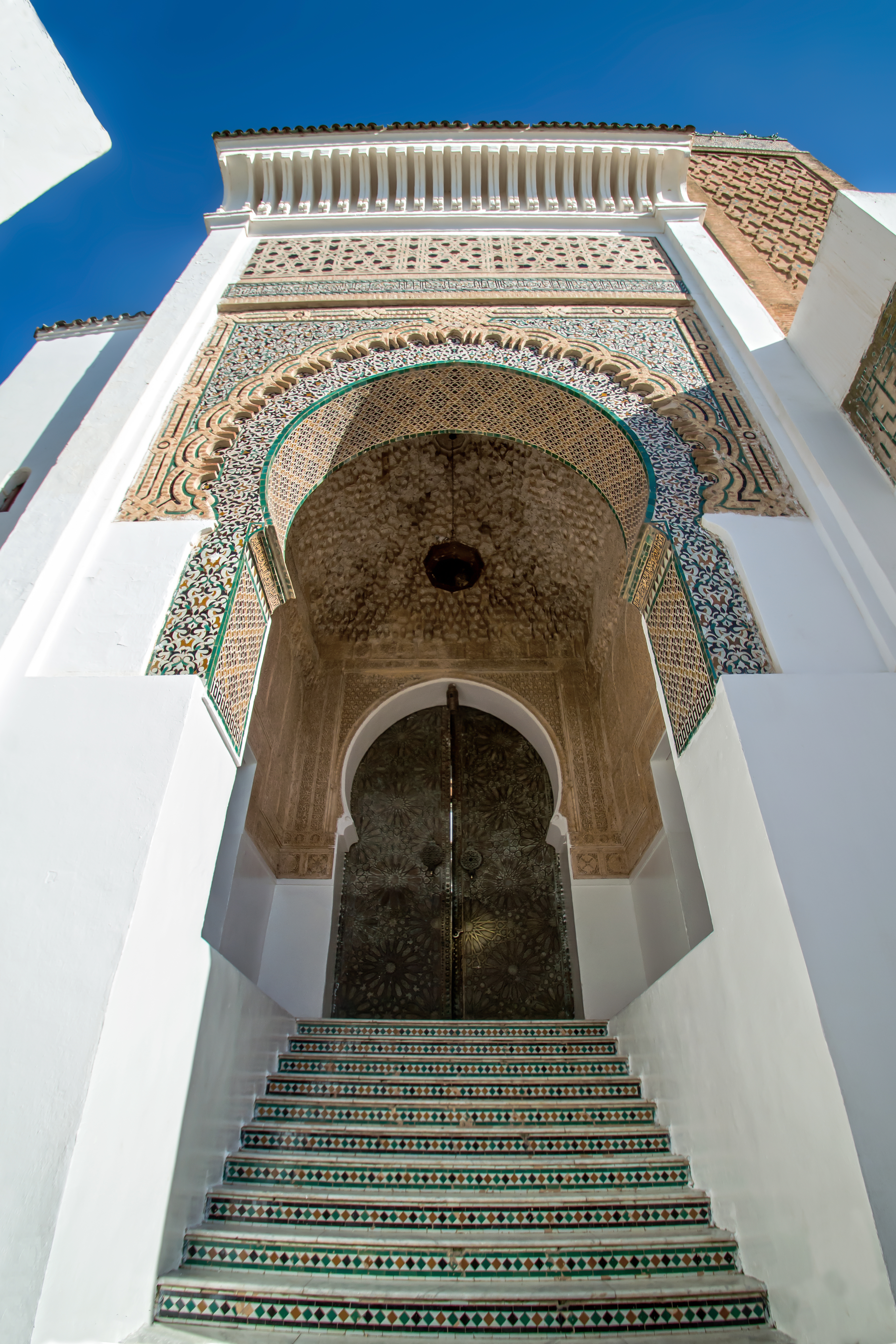
トレムセンの大モスク

多くの建造物が作られたトレムセンは、中央マグリブにおけるイスラーム建築の中心地であった。ヤグムラーサンの治世にトレムセンの大モスク、ミナレットが修復され、ムワッヒド朝期に原型が造られたマシュワル宮殿を本格的な宮殿として完成させた。他のトレムセンの代表的な建築物として1296年に建てられたシーディー・ベルハセン・モスク、アブー・ハンムー1世のマドラサがある。14世紀末期以降もアブー・ハンムー2世が設けた宗教施設の集合地域、アブル・アッバースのシーディー・ラフサン廟を建設するだけの財力を有していた。マドラサ以外には修道場（ザーウィア）が建てられたが、一連の建築作業にはキリスト教徒の捕虜が建築家、石工、職人として動員された。
また、マリーン朝支配下のトレムセンには、マリーン朝のスルターンによってスーフィーを祀る施設が建てられた。トレムセンの東1.6キロメートルの地点にあるウッバード村には同地で没したアブー・マドヤンを祀る廟が建てられていたが、1339年にアブル・ハサンによって大モスクとマドラサが建設された。その子アブー・イナーンは13世紀初頭にトレムセンに居住した聖者シーディー・アル・ハルウィーのために、マドラサとザーウィアが併設されたモスクを建てた。

### 宗教
特別な宗教信条を持たないザイヤーン朝では、マーリク学派を主流とするスンナ派が採用された。マーリク学派の研究を推進するために学校と宿舎を兼ねたマドラサが多く建設され、マドラサの出身者から官吏が選ばれた。当時のマグリブ地方では預言者ムハンマドの生誕祭（マウリード）が定着し始め、祭りの時期になるとマシュワル宮殿で宴会が開かれた。ここでは高官だけでなく市民も恩恵に与ることができた、「マンガナ」という人物の像が動く仕掛け時計が披露された。

## 歴代君主
1. アブー・ヤフヤー（ヤグムラーサン・イブン・ザイヤーン）（1236年 - 1283年）
2. アブー・サイード・ウスマーン1世（1283年 - 1303年）
3. アブー・ザイヤーン1世（1303年 - 1308年）
4. アブー・ハンムー1世（1308年 - 1318年）
5. アブー・タシュフィーン1世（1318年 - 1337年）
  - 1337年 - 1348年 マリーン朝支配
6. アブー・サイード・ウスマーン2世（1348年 - 1352年）
7. アブー・タビド1世（1348年 - 1352年）
  - 1352年 - 1359年 マリーン朝支配
8. アブー・ハンムー2世（1359年 - 1389年）
9. アブー・タシュフィーン2世（1389年 - 1393年）
10. アブー・タビド2世（1393年）
11. アブー・ハディディアディ1世（1393年 - 1394年）
12. アブー・ザイヤーン2世（1394年 - 1399年）
13. アブー・ムー1世（1399年 - 1401年）
14. アブー・アブドゥッラー1世（1401年 - 1411年）
15. アブド・アッラフマーン1世（1411年）
16. サイード1世（1411年）
17. アブー・マレク1世（1411年 - 1423年）
18. アブー・アブドゥッラー2世（1423年 - 1427年）
  - 1427年 - 1429年 シヴィル戦争
19. アブー・アブドゥッラー2世（復位）（1429年 - 1430年）
20. アブー・アッバース・アフマド（1430年 - 1461年）
21. アブー・アブドゥッラー3世（1461年 - 1468年）
22. アブー・タシュフィーン3世（1468年）
23. アブー・アブドゥッラー4世（1468年 - 1504年）
24. アブー・アブドゥッラー5世（1504年 - 1517年）
25. アブー・ハンムー3世（1517年 - 1527年）
26. アブー・ムー2世（1527年 - 1540年）
27. アブー・アブドゥッラー6世（1540年）
28. アブー・ザイヤーン2世（1540年 - 1543年）
  - 1543年 - 1544年 サアド朝支配
29. アブー・ザイヤーン2世（復位）（1544年 - 1550年）
30. アル・ハサン・ベン・アブー・ムー（1550年）

→オスマン帝国に併合